# Diphasia nuttingi
Diphasia nuttingi is een hydroïdpoliep uit de familie Sertulariidae. De poliep komt uit het geslacht Diphasia. Diphasia nuttingi werd in 1913 voor het eerst wetenschappelijk beschreven door Stechow. 